# キ24 (航空機)
石川島 キ24
- 用途：練習用グライダー
- 分類：初級滑空機
- 設計者：速水栄一
- 製造者：石川島飛行機 / 立川飛行機
- 運用者

  - 大日本帝国陸軍
  - 大日本航空青年団ほか
- 生産数：約110機
- 運用状況：退役

キ24は、1930年代に試作された大日本帝国陸軍の初級滑空機（軍用グライダー）。生産は石川島飛行機が行った。

## 概要

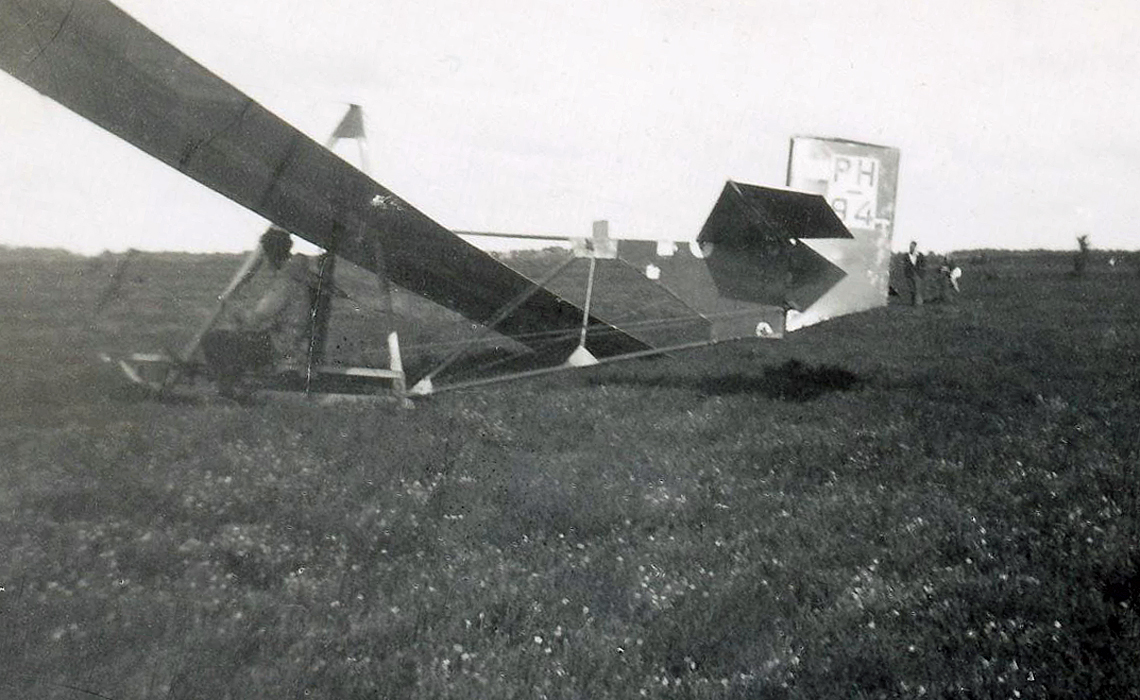
原型機Grunau 9

ドイツの初等練習用グライダーグルナウ9（Schneider Grunau 9）を基にした機体。ウォルフ・ヒルトらによる滑空機製作の伝習教育の際に伝えられた指導要領を元に、1935年（昭和10年）11月に石川島へ試作が指示され、1936年（昭和11年）1月に速水栄一技師を設計主務者として設計を開始。同年4月に試作一号機が完成し、翌1937年（昭和12年）5月に制式採用された。
石川島の立川飛行機への改称を間に挟みつつ、1938年（昭和13年）1月までに約110機が製作された。主に熊谷陸軍飛行学校などに配備され、少年飛行兵の初歩操縦訓練の際に用いられたほか、一部は大日本航空青年団などの民間組織でも使用された。また、操縦席をナセルで覆った中級機型もあった。
なお、キ24以前にも、ヒルトらによって行われた伝習教育の中で、1935年10月に2機のグルナウ9が所沢陸軍飛行学校材料廠によって製作されている。

## 諸元／性能
- 全長：5.70 m
- 全幅：11.85 m
- 全高：2.30 m
- 主翼面積：17.4 m2
- 自重：100 kg
- 全備重量：170 kg
- 乗員：1名